# Kazimierz Smogorzewski
Kazimierz Maciej Smogorzewski, né le 24 février 1896 à Sielec  en Pologne et mort le 4 novembre 1992 à Shepperton, est un journaliste polonais.

## Biographie
Il est le fils de Casimir Smogorzewski et Maria Pyżalska.
En 1913, juste après son baccalauréat, il part pour Paris, afin d'entreprendre des études à l'Ecole des Sciences Politiques. 
Pendant la Première Guerre mondiale, il s'engage comme volontaire auprès de l'armée française dans la Légion des Bayonnais.
Au cours de la Conférence de paix de Paris (1919)l, il est le secrétaire personnel de Roman Dmowski. 
Dans les années 1919-1925, il est correspondant pour « Gazeta Warszawska ». 
Il est le Porte-drapeau polonais lors de la cérémonie d'ouverture des Jeux olympiques d'hiver de 1924, à Chamonix (les premiers jeux de la Pologne). 
Entre 1925 et 1927, il dirige l'« Ilustrowany Kurier Codzienny ». Puis, de 1929 à 1933, il est rédacteur en chef du mensuel « La Pologne ».
Il a été le correspondant à Berlin de la « Gazeta Polska ». 
Pendant la Seconde Guerre mondiale, il est rédacteur en chef du bihebdomadaire « Free Europe », qui a introduit le concept de Fédération polonaise.
Il est le correspondant de « Kurier Polski » (entre 1957 et 1981). 
Il acquiert une renommée en tant que membre du comité de rédaction de la revue « Encyclopædia Britannica » (1942-1989) pour lequel il popularise des informations sur la Pologne. 
Il travaille également à partir de 1962 pour les hebdomadaires « Odgłosy », « Oblicze Tygodnia », « Kronika », avec les services du régime communiste de l'époque, à l'analyse de la politique internationale. 
Il meurt en 1992 à l'âge de 96 ans. Un an plus tard, ses cendres reviennent à Varsovie pour être enterrées au Cimetière de Powązki.

## Ouvrages
parmi lesquels
- La Politique polonaise de la France. Déclarations d'hommes d'état, savants, écrivains et publicistes français[2] (1926) - introduction de Zygmunt Lubicz-Zaleski
- La Pologne restaurée (1927)
- The Russification of the Baltic States (1950)
- La Poméranie Polonaise

## Distinctions
- Croix de l'indépendance
- Croix d'officier dans l'Ordre Polonia Restituta
- Chevalier dans l'Ordre national de la Légion d'honneur
- Officier dans l'Ordre de la Couronne (Roumanie)
- Commandeur dans l'Ordre royal de Saint-Sava
- Croix de guerre 1914-1918 (France)
- Décoration militaire (Belgique)

## Liens
- Notices d'autorité :   - VIAF
  - ISNI
  - BnF (données)
  - IdRef
  - LCCN
  - GND
  - Italie
  - Belgique
  - Pays-Bas
  - Pologne
  - Israël
  - NUKAT
  - Suède
  - Vatican
  - Australie
  - Tchéquie
  - Lettonie
  - WorldCat